# Sicard V de Lautrec
Pour les articles homonymes, voir Sicard de Lautrec.
Sicard V de Lautrec (1140 - 1194 ou 1196) dit Sicard "le Ténébreux", est le huitième vicomte de Lautrec, de 1158 à 1194.

## Biographie
Membre de la famille de Lautrec, Sicard V de Lautrec est le fils de Sicard IV de Lautrec. En 1159, il fait don des terres de Lézignac à l'abbaye de Candeil. Il assiste en 1165 au concile de Lombers qui se déroule sur ses terres, à Lombers. Il assiste ensuite en 1190 à la rédaction du traité de paix entre Roger II Trencavel et Raimond V de Toulouse. Ce traité permit la mise en place du droit de pesade exclusif à l'Albigeois, qui demeura jusqu'à la Révolution.
Il épouse vers 1176 Adelaïde Trencavel, fille du vicomte Raimond Ier Trencavel. Pierre de Braconnac est mentionné garant du remboursement de la dot. De ce mariage sont issus:
- Frotard III de Lautrec ;
- Alix de Lautrec ;
- Béatrix de Lautrec.